# Hart Hills
Die Hart Hills sind eine 6 km lange und ost-westlich ausgerichtete Reihe isolierter, niedriger und hauptsächlich verschneiter Hügel im westantarktischen Ellsworthland. Sie ragen 13 km westlich des Pagano-Nunatak und 123 km nördlich des Ford-Massivs auf.
Die US-amerikanischen Geologen Edward C. Thiel und John Campbell Craddock entdeckten sie im Verlauf eines Erkundungsflugs am 13. Dezember 1959 entlang des 88. westlichen Längengrads. Sie benannten die Gebirgsgruppe nach dem US-amerikanischen Geophysiker Pembroke J. Hart (1929–2008), der dem technischen Ausschuss der National Academy of Sciences für seismologische und gravimetrische Untersuchungen im Rahmen des Internationalen Geophysikalischen Jahres (1957–1958) angehörte.